# Jan de Jong (Maler)
Jan de Jong (* 31. Dezember 1864 in Rotterdam; † 28. Mai 1901 ebenda) war ein niederländischer Maler, Aquarellist, Zeichner und Radierer.

## Leben
De Jong war Student an der Academie voor Beeldende Kunsten Rotterdam und ein Schüler von Johan Hendrik Wijtkamp. Er lebte und arbeitete sein ganzes Leben lang in Rotterdam und malte, aquarellierte, zeichnete und radierte Stillleben, Landschaften, Figuren- und Genreszenen.

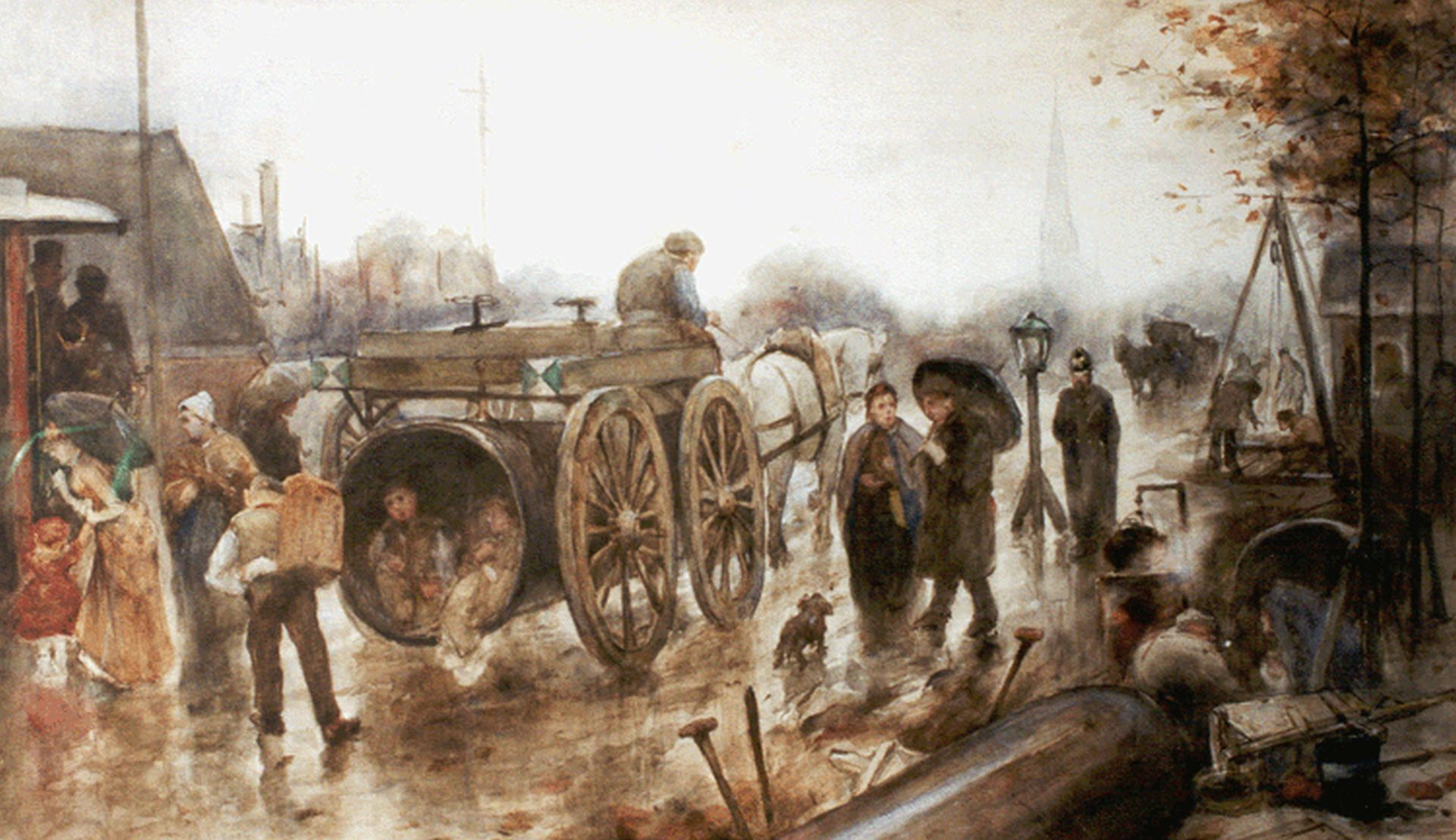
Unterhaltung, Verkehr und Arbeit auf der Straße in Rotterdam

Er wurde zum Lehrer der Zeichenakademie in Rotterdam berufen und unterrichtete u. a. Constant Jozeph Alban, Gerard Altmann, Rudolf Willem van der Assen, Herman Mees und George Pletser.